# Tahiti Quest
Tahiti Quest est une émission de télévision française de téléréalité diffusée sur Gulli à partir du 14 février 2014 et présentée hebdomadairement par Benjamin Castaldi pour les deux premières saisons, puis par Olivier Minne pour la troisième, puis par Chris Marques pour la quatrième et par Issa Doumbia pour la cinquième saison,.
Elle fut rediffusée par la suite sur Polynésie 1re et sur d'autres stations du réseau Outre-Mer première depuis le 21 février 2014. En Belgique, l'émission est diffusée sur AB3 depuis le 22 février 2014.
Tahiti Quest est issue d'un concept original créé en Polynésie française par Alexandre Taliercio et Olivier Landy-Meersseman à Megasmedia, puis développé en collaboration avec les équipes de Ah! Production d'Antoine Henriquet. C'est historiquement la première fois qu'une société de production de l'outre-mer français parvient à placer sur une antenne nationale française une déclinaison d'un de ses concepts.

## Principe
Cinq familles françaises et belges s'opposent sur l'île de Moorea en Polynésie française. Chacune de ces familles est composée de deux parents et d'autant d'enfants (âgés de huit à treize ans), les équipes s'affrontent dans des épreuves inspirées des légendes polynésiennes.
Une façon d'en apprendre davantage sur les us et coutumes de ce territoire autonome français du bout du monde. Pour résumer, cinq familles s'affrontent sur l'île sœur de Tahiti, à Moorea. C'est une vraie compétition qui mêle des défis tant sportifs qu'intellectuels qui reposent sur des légendes locales. Les performances des parents et des enfants ont un impact les unes sur les autres et sont complémentaires. Chaque semaine, une famille est éliminée. Il ne restera donc qu'une famille, qui remportera une croisière de plusieurs semaines en Polynésie française.

## Saisons

### Saison 1
Cinq familles concourent pour emporter un « grand trésor des Caraïbes », sur l'île de Moorea en Polynésie française, pour la chaîne de jeunesse Gulli. Des épreuves comme le défi du bouclier et pirogues, défi des brouettes aveugles ou encore défi du tatouage sont proposées. La première saison est lancée en février 2014, d'un jeu présenté par Benjamin Castaldi,.

#### Candidats
| Équipes          | Candidats | Âges   | Période de compétition       | Statut     |
| ---------------- | --------- | ------ | ---------------------------- | ---------- |
| Jan              | Maud      | NC     | 14 février - 14 mars 2014    | Vainqueurs |
| Jan              | Ludovic   | NC     | 14 février - 14 mars 2014    | Vainqueurs |
| Jan              | Aglaé     | 11 ans | 14 février - 14 mars 2014    | Vainqueurs |
| Jan              | Violette  | 8 ans  | 14 février - 14 mars 2014    | Vainqueurs |
| Hemon            | Carole    | NC     | 14 février - 14 mars 2014    | Deuxièmes  |
| Hemon            | David     | NC     | 14 février - 14 mars 2014    | Deuxièmes  |
| Hemon            | Morgane   | 13 ans | 14 février - 14 mars 2014    | Deuxièmes  |
| Hemon            | Hugo      | 9 ans  | 14 février - 14 mars 2014    | Deuxièmes  |
| Godel            | Stéphanie | NC     | 14 février - 7 mars 2014     | Troisièmes |
| Godel            | Pierre    | NC     | 14 février - 7 mars 2014     | Troisièmes |
| Godel            | Lilou     | 10 ans | 14 février - 7 mars 2014     | Troisièmes |
| Godel            | Malo      | 8 ans  | 14 février - 7 mars 2014     | Troisièmes |
| Vandroogenbroeck | Magali    | NC     | 14 février - 28 février 2014 | Quatrièmes |
| Vandroogenbroeck | Cédric    | NC     | 14 février - 28 février 2014 | Quatrièmes |
| Vandroogenbroeck | Allan     | 12 ans | 14 février - 28 février 2014 | Quatrièmes |
| Vandroogenbroeck | Glenn     | 8 ans  | 14 février - 28 février 2014 | Quatrièmes |
| Sibuet           | Aïcha     | NC     | 14 février - 21 février 2014 | Cinquièmes |
| Sibuet           | Yannick   | NC     | 14 février - 21 février 2014 | Cinquièmes |
| Sibuet           | Leslie    | 12 ans | 14 février - 21 février 2014 | Cinquièmes |
| Sibuet           | Kelie     | 10 ans | 14 février - 21 février 2014 | Cinquièmes |

### Saison 2
Après le succès remporté lors de la diffusion de la première saison, Gulli ouvre le casting de la seconde saison de Tahiti Quest.
En mars 2014, plusieurs informations sont révélées : Benjamin Castaldi animera de nouveau l'émission, celle-ci devrait évoluer légèrement notamment avec plus d’épreuves aquatiques, car elles ont bien fonctionné auprès des spectateurs ; le tournage, d'une durée de deux semaines, a de nouveau eu lieu sur l’île de Moorea durant les vacances de la Toussaint, du 18 octobre 2014 au 3 novembre 2014.
En juin 2014, il est annoncé, en plus des cinq hebdomadaires, qu'une diffusion d'une quotidienne au format de cinq minutes fera son apparition dans cette nouvelle saison, dont vingt-cinq numéros sont prévus pour une diffusion en 2015.
Le 13 janvier 2015, il est annoncé que les quotidiennes débuteront à partir du 2 février 2015 à 19h et le premier prime le 6 février 2015.

#### Candidats
| Équipes   | Candidats | Âges   | Période de compétition  | Statut     |
| --------- | --------- | ------ | ----------------------- | ---------- |
| Garin     | Florence  | NC     | 6 février - 6 mars 2015 | Vainqueurs |
| Garin     | Fabrice   | 39 ans | 6 février - 6 mars 2015 | Vainqueurs |
| Garin     | Eden      | 10 ans | 6 février - 6 mars 2015 | Vainqueurs |
| Garin     | Ilann     | 8 ans  | 6 février - 6 mars 2015 | Vainqueurs |
| Cabannes  | Émilie    | NC     | 6 février - 6 mars 2015 | Deuxièmes  |
| Cabannes  | Laurent   | NC     | 6 février - 6 mars 2015 | Deuxièmes  |
| Cabannes  | Isis      | 11 ans | 6 février - 6 mars 2015 | Deuxièmes  |
| Cabannes  | Liam      | 9 ans  | 6 février - 6 mars 2015 | Deuxièmes  |
| Laffargue | Cécile    | NC     | 6 - 27 février 2015     | Troisièmes |
| Laffargue | Benoît    | NC     | 6 - 27 février 2015     | Troisièmes |
| Laffargue | Mattéo    | 12 ans | 6 - 27 février 2015     | Troisièmes |
| Laffargue | Mailys    | 8 ans  | 6 - 27 février 2015     | Troisièmes |
| Villette  | Marlène   | NC     | 6 - 20 février 2015     | Quatrièmes |
| Villette  | Olivier   | NC     | 6 - 20 février 2015     | Quatrièmes |
| Villette  | Hugo      | 10 ans | 6 - 20 février 2015     | Quatrièmes |
| Villette  | Oscar     | 8 ans  | 6 - 20 février 2015     | Quatrièmes |
| Laas      | Hélène    | NC     | 6 - 13 février 2015     | Cinquièmes |
| Laas      | Fabrice   | NC     | 6 - 13 février 2015     | Cinquièmes |
| Laas      | Chéryne   | 12 ans | 6 - 13 février 2015     | Cinquièmes |
| Laas      | Jaïna     | 8 ans  | 6 - 13 février 2015     | Cinquièmes |

### Saison 3
Le 13 janvier 2015, avant même que la deuxième saison ne soit diffusée, Tahiti Quest est renouvelé pour une troisième saison. Cependant, le 2 juillet 2015, il est annoncé qu'Olivier Minne remplacera Benjamin Castaldi, celui-ci ayant plusieurs projets sur la chaîne NRJ 12. Toujours tournée sur l'île de Moorea, la diffusion débute le 13 octobre 2016.

#### Candidats
| Équipes         | Candidats | Âges   | Période de compétition        | Statut     |
| --------------- | --------- | ------ | ----------------------------- | ---------- |
| Didier          | Amélie    | 39 ans | 13 octobre - 11 novembre 2016 | Vainqueurs |
| Didier          | Stéphane  | 43 ans | 13 octobre - 11 novembre 2016 | Vainqueurs |
| Didier          | Agathe    | 12 ans | 13 octobre - 11 novembre 2016 | Vainqueurs |
| Didier          | Claire    | 10 ans | 13 octobre - 11 novembre 2016 | Vainqueurs |
| Hurstel         | Muriel    | 45 ans | 13 octobre - 11 novembre 2016 | Deuxièmes  |
| Hurstel         | François  | 46 ans | 13 octobre - 11 novembre 2016 | Deuxièmes  |
| Hurstel         | Mathis    | 12 ans | 13 octobre - 11 novembre 2016 | Deuxièmes  |
| Hurstel         | Fantine   | 9 ans  | 13 octobre - 11 novembre 2016 | Deuxièmes  |
| Noirel-Dehbashi | Natacha   | 40 ans | 13 octobre - 3 novembre 2016  | Troisièmes |
| Noirel-Dehbashi | Mehdi     | 34 ans | 13 octobre - 3 novembre 2016  | Troisièmes |
| Noirel-Dehbashi | Ilyan     | 10 ans | 13 octobre - 3 novembre 2016  | Troisièmes |
| Noirel-Dehbashi | Vahé      | 10 ans | 13 octobre - 3 novembre 2016  | Troisièmes |
| Boissier        | Nathalie  | 41 ans | 13 - 27 octobre 2016          | Quatrièmes |
| Boissier        | Jérôme    | 41 ans | 13 - 27 octobre 2016          | Quatrièmes |
| Boissier        | Océane    | 12 ans | 13 - 27 octobre 2016          | Quatrièmes |
| Boissier        | Kilian    | 10 ans | 13 - 27 octobre 2016          | Quatrièmes |
| Crico           | Julie     | 36 ans | 13 - 20 octobre 2016          | Cinquièmes |
| Crico           | Fabrice   | 40 ans | 13 - 20 octobre 2016          | Cinquièmes |
| Crico           | Enzo      | 12 ans | 13 - 20 octobre 2016          | Cinquièmes |
| Crico           | Ethan     | 10 ans | 13 - 20 octobre 2016          | Cinquièmes |

### Saison 4
Le 25 juillet 2017, Caroline Cochaux, présidente de Gulli, annonce qu'une quatrième saison est en préparation. À l'inverse des précédentes saisons, celle-ci réunit des familles de célébrités. Tandis que le choix du présentateur est indéterminé, Cochaux estime qu'Olivier Minne pourrait revenir. Finalement, le 5 avril 2018, le chorégraphe Chris Marques est annoncé à la présentation. Le tournage s'est déroulé durant les vacances scolaires d'avril 2018, la diffusion a commencé le 11 janvier 2019.

### Saison 5
Le 29 juin 2021, Le Parisien annonce qu'Issa Doumbia animera la nouvelle saison du programme,. Le tournage se déroulera en République Dominicaine,. Le 8 novembre 2021, Gulli annonce le lancement de cette saison le samedi 27 novembre 2021.

#### Candidats
| Équipes    | Candidats | Âges   | Période de compétition              | Statut     |
| ---------- | --------- | ------ | ----------------------------------- | ---------- |
| Naphaivong | Virakonne | 38 ans | 27 novembre 2021 - 17 décembre 2021 | Vainqueurs |
| Naphaivong | Jennifer  | 37 ans | 27 novembre 2021 - 17 décembre 2021 | Vainqueurs |
| Naphaivong | Roméo     | 11 ans | 27 novembre 2021 - 17 décembre 2021 | Vainqueurs |
| Naphaivong | Poesy     | 9 ans  | 27 novembre 2021 - 17 décembre 2021 | Vainqueurs |
| Dupont     | Stéphan   | 44 ans | 27 novembre 2021 - 17 décembre 2021 | Deuxièmes  |
| Dupont     | Mélanie   | 40 ans | 27 novembre 2021 - 17 décembre 2021 | Deuxièmes  |
| Dupont     | Jade      | 12 ans | 27 novembre 2021 - 17 décembre 2021 | Deuxièmes  |
| Dupont     | Tom       | 12 ans | 27 novembre 2021 - 17 décembre 2021 | Deuxièmes  |
| Ducat      | Laurence  | 46 ans | 27 novembre 2021 - 17 décembre 2021 | Troisièmes |
| Ducat      | Cyrille   | 44 ans | 27 novembre 2021 - 17 décembre 2021 | Troisièmes |
| Ducat      | Rémi      | 11 ans | 27 novembre 2021 - 17 décembre 2021 | Troisièmes |
| Ducat      | Bastian   | 10 ans | 27 novembre 2021 - 17 décembre 2021 | Troisièmes |
| Dorval     | John      | 42 ans | 27 novembre 2021 - 10 décembre 2021 | Quatrièmes |
| Dorval     | Louisiane | 40 ans | 27 novembre 2021 - 10 décembre 2021 | Quatrièmes |
| Dorval     | Erynn     | 12 ans | 27 novembre 2021 - 10 décembre 2021 | Quatrièmes |
| Dorval     | Joanne    | 10 ans | 27 novembre 2021 - 10 décembre 2021 | Quatrièmes |
| Varvats    | Vincent   | 38 ans | 27 novembre 2021                    | Cinquièmes |
| Varvats    | Aurore    | 41 ans | 27 novembre 2021                    | Cinquièmes |
| Varvats    | Manoa     | 8 ans  | 27 novembre 2021                    | Cinquièmes |
| Varvats    | Katell    | 11 ans | 27 novembre 2021                    | Cinquièmes |